# Qingdao Conquerors
I Qingdao Conquerors sono una squadra di football americano di Tsingtao, in Cina.

## Dettaglio stagioni

### Tornei nazionali

#### Campionato

##### CNFL
| Stagione | regular season | regular season | regular season | regular season | regular season | regular season | playoff | playoff | playoff | playoff | playoff | playoff    | playoff            |
|          | Vin            | Par            | Per            | Tot            | PF             | PS             | Vin     | Per     | Tot     | PF      | PS      | risultato  | avversaria         |
| -------- | -------------- | -------------- | -------------- | -------------- | -------------- | -------------- | ------- | ------- | ------- | ------- | ------- | ---------- | ------------------ |
| 2019     | 3              | 0              | 2              | 5              | 116            | 92             | 0       | 1       | 1       | 0       | 1       | Wild Card  | Chengdu Pandaman   |
| 2020     | 3              | 0              | 1              | 4              | 78             | 69             | 1       | 1       | 2       | 14      | 26      | Semifinale | Hangzhou Smilodons |
| Totale   | 6              | 0              | 3              | 9              | 194            | 161            | 1       | 2       | 3       | 14      | 27      |            |                    |

Fonti: Enciclopedia del Football - A cura di Roberto Mezzetti

### Riepilogo fasi finali disputate
| Anno             | Luogo | Evento | Fase del torneo | Incontro                                | Risultato    |
| 16 novembre 2019 |       | CNFL   | Wild Card       | Chengdu Pandaman - Qingdao Conquerors   | 1 - 0 d.g.s. |
| 12 dicembre 2020 |       | CNFL   | Semifinale      | Hangzhou Smilodons - Qingdao Conquerors | 20 - 6       |